# خافيير غوميز سيفوينتس
خافيير غوميز سيفوينتس (بالإسبانية: Javier Gómez Cifuentes)‏، الملقب بروبيو (من مواليد 29 يوليو 1981 في ألباسيتي، كاستيا-لا مانتشا)، هو لاعب كرة قدم إسباني، يلعب لنادي غينيتا في مركز خط الوسط.

## وصلات خارجية
- BDFutbol profile
- Futbolme profile (بالإسبانية)
- QuesoMecánico biography and stats (بالإسبانية)